# Rubídium-tellurid
A rubídium-tellurid szervetlen vegyület, képlete Rb2Te. Szobahőmérsékleten sárga-zöld por, olvadáspontja 775 °C vagy 880 °C (két különböző értékről számoltak be). Csekély tudományos jelentőséggel bíró, kevéssé ismert anyag.
Más alkálifém-kalkogenidekhez hasonlóan a rubídium-telluridot is a folyékony ammóniában oldott elemek közti reakcióval állítják elő.
Néhány űrbeli UV-detektorban használják.[forrás?]

## Fordítás
Ez a szócikk részben vagy egészben  a   Rubidium telluride című angol Wikipédia-szócikk ezen változatának fordításán alapul.  Az eredeti cikk szerkesztőit annak laptörténete sorolja fel. Ez a jelzés csupán a megfogalmazás eredetét és a szerzői jogokat jelzi, nem szolgál a cikkben szereplő információk forrásmegjelöléseként.